# Tour de Flandes 2008
El Tour de Flandes 2008 fue la 92.ª edición de esta clásica ciclista belga. Se disputó el 6 de abril entre Brujas y Meerbeke con un trazado de 264 km. 
La carrera fue la segunda prueba del UCI ProTour 2008. 
214 ciclistas tomaron la salida. 
El campeón de Bélgica Stijn Devolder (Quick Step) se impuso en solitario.

## Participantes
Participaron 25 equipos: los 18 de categoría UCI ProTeam (al tener obligada su participación) y 7 de categoría Profesional Continental mediante invitación de la organización (Landbouwkrediet, Topsport Vlaanderen-Mercator, Mitsubishi-Jartazi, Barloworld, Cycle Collstrop, Skil-Shimano y Garmin-Chipotle presented by H3O. Formando así un pelotón de 200 ciclistas (el máximo establecido para carreras profesionales) de 8 corredores cada equipo.

## Clasificación final
| Posición | Ciclista            | Equipo                           | Tiempo     |
| -------- | ------------------- | -------------------------------- | ---------- |
| 1.       | Stijn Devolder      | Quick Step                       | 6h 24' 02" |
| 2.       | Nick Nuyens         | Cofidis, Le Crédit par Téléphone | + 15"      |
| 3.       | Juan Antonio Flecha | Rabobank                         | m.t.       |
| 4.       | Alessandro Ballan   | Lampre                           | + 21"      |
| 5.       | George Hincapie     | High Road                        | m.t.       |
| 6.       | Filippo Pozzato     | Liquigas                         | m.t.       |
| 7.       | Kurt-Asle Arvesen   | CSC                              | m.t.       |
| 8.       | Greg Van Avermaet   | Silence-Lotto                    | m.t.       |
| 9.       | Simon Špilak        | Lampre                           | m.t.       |
| 10.      | Allan Johansen      | CSC                              | m.t.       |